# William Steig
William Steig (ur. 14 listopada 1907 w Nowym Jorku, zm. 3 października 2003) – amerykański rysownik, rzeźbiarz i twórca literatury dziecięcej żydowskiego pochodzenia, znany z takich książek tak Sylvester and the Magic Pebble, Abel’s Island, Doctor De Soto oraz Shrek!, która była inspiracją dla twórców filmu Shrek.

## Kariera
Podczas wielkiego kryzysu, gdy jego rodzina miała problemy finansowe, William Steig zaczął rysować bajki jako niezależny artysta i już w 1930 roku sprzedał swoje pierwsze rysunki do pisma The New Yorker. Wkrótce stał się popularny i w swoim dorobku zgromadził ponad 1600 rysunków do magazynów, w tym 117 okładek. Amerykański Newsweek określił go mianem „Król bajek”. W 1949 roku William Steig był jednym z 250 rzeźbiarzy, którzy zostali zaproszeni do wystawienia swoich prac na wystawie „The 3rd Sculpture International”, zorganizowanej przez Muzeum Sztuki w Filadelfii.
W 1968 roku napisał swoją pierwszą książkę dla dzieci. Trzecia jego książka Sylvester and the Magic Pebble otrzymała nagrodę „Caldecott Medal” w 1970 roku. William Steig stworzył ponad 30 książek dla dzieci, w tym Abel’s Island oraz Doctor De Soto, które zostały wyróżnione nagrodą „Newbery Honor”. Wśród innych jego znanych dzieł jest książka obrazkowa Shrek! (1990), która była podstawą filmu Shrek, zrealizowanego przez studio animacji DreamWorks. Książka Shrek! została wyróżniona tytułem „Najlepszej Książki Dziecięcej Roku” magazynu Publishers Weekly oraz tytułem „Najlepszej Książki Roku” czasopisma School Library Journal.
William Steig zmarł 3 października 2003 roku, mając 95 lat. W napisach końcowych do filmu animowanego Shrek 2 znalazło się zdanie „Pamięci Williama Steiga (1907-2003)”.

## Twórczość
- 1939, About People
- 1941, How to Become Extinct, Will Cuppy (ilustracje: William Steig)
- 1942, The Lonely Ones
- 1945, Persistent Faces
- 1946, Mr. Blandings Builds His Dream House (ilustracje: William Steig)
- 1948, Listen, Little Man! Wilhelm Reich (ilustracje: William Steig)
- 1950, The Decline and Fall of Practically Everybody, Will Cuppy (ilustracje: William Steig)
- 1951, The Rejected Lovers
- 1953, Dreams of Glory
- 1968, CDB!
- 1968, Roland the Minstrel Pig
- 1969, Sylvester and the Magic Pebble
- 1969, Bad Island
- 1971, Amos and Boris
- 1972, Dominic
- 1973, The Real Thief
- 1974, Farmer Palmer’s Wagon Ride
- 1976, Abel’s Island
- 1976, The Amazing Bone
- 1977, Caleb & Kate.
- 1978, Tiffky Doofky
- 1979, Drawings
- 1980, Gorky Rises
- 1982, Doctor De Soto
- 1984, CDC?
- 1984, Doctor De Soto Goes to Africa
- 1984, Ruminations
- 1984, Yellow & Pink
- 1984, Rotten Island
- 1985, Solomon: The Rusty Nail
- 1986, Brave Irene
- 1987, The Zabajaba Jungle
- 1988, Spinky Sulks
- 1990, Shrek!
- 1992, Alpha Beta Chowder
- 1994, Zeke Pippin
- 1996, The Toy Brother
- 1998, A Handful of Beans: Six Fairy Tales, Jeanne Steig (ilustracje: William Steig)
- 1998, Pete’s a Pizza
- 2000, Made for Each Other
- 2000, Wizzil
- 2001, A Gift from Zeus
- 2002, Potch & Polly
- 2003, When Everybody Wore a Hat
- 2003, Yellow & Pink